# Matt O'Riley
Matthew Sean "Matt" O'Riley (Londen, 21 november 2000) is een Deens-Engels voetballer die doorgaans speelt als middenvelder. In augustus 2024 verruilde hij Celtic voor Brighton & Hove Albion. O'Riley maakte in 2023 zijn debuut in het Deens voetbalelftal.

## Clubcarrière
O'Riley speelde in de jeugd van NPL Youth en kwam in 2009 in de opleiding van Fulham terecht. Bij deze club doorliep hij de jeugd, tot hij in het seizoen 2017/18 zijn professionele debuut mocht maken. Op 8 augustus 2017 werd in de League Cup door goals van Lucas Piazón en Denis Odoi met 0–2 gewonnen op bezoek bij Wycombe Wanderers. O'Riley mocht van coach Slaviša Jokanović in de basisopstelling starten en hij werd negen minuten voor het einde van de reguliere speeltijd naar de kant gehaald ten faveure van Ryan Sessegnon. In november 2017 tekende de middenvelder zijn eerste profcontract bij Fulham. Tijdens de rest van het seizoen mocht hij nogmaals opdraven in de League Cup en het seizoen erop één keer. In januari 2020 maakte O'Riley zijn competitiedebuut thuis tegen Reading (1–2). In de daaropvolgende zomer besloot hij een contractaanbieding van Fulham af te wijzen en de club transfervrij te verlaten.
Na zijn vertrek bij Fulham ging hij op proef bij MK Dons, uitkomend in de League One. Na een half seizoen meetrainen tekende hij in januari 2021 een contract bij de club. Zes dagen na het ondertekenen van zijn contract maakte hij zijn eerste professionele doelpunt, uitgerekend in de derby tegen AFC Wimbledon (0–2). In zijn eerste seizoen bij MK Dons kwam O'Riley tot drie doelpunten in drieëntwintig competitieduels. Het jaar erop had hij opnieuw een basisplaats bij MK Dons. In december 2021 werd de middenvelder bekroond tot de beste jonge speler van de competitie in die maand, nadat hij in vier wedstrijden evenzoveel doelpunten had gemaakt. In de winterstop stond hij op zeven competitiegoals in zesentwintig wedstrijden.
Hierop werd zijn afkoopclausule geactiveerd door Celtic, dat circa 1,8 miljoen euro overmaakte om O'Riley over te nemen van MK Dons. Hij tekende voor vierenhalf jaar bij zijn nieuwe club. Bij de Schotse club maakte hij zijn debuut in een Europese competitie, door in de UEFA Europa Conference League zijn opwachting te maken. Aan het einde van het seizoen kroonde Celtic zich tot Schots landskampioen. Tijdens het seizoen 2022/23 speelde hij alle achtendertig competitiewedstrijden mee, waarvan tweeëndertig als basisspeler. Opnieuw werd Celtic kampioen en daarnaast werden zowel de Scottish Cup als de League Cup gewonnen. Dat seizoen debuteerde O'Riley in de UEFA Champions League en hij werd aan het einde van de jaargang verkozen tot de beste jonge speler van Celtic. In september 2023 werd zijn verbintenis opengebroken en met een jaar verlengd, tot medio 2027.
O'Riley sloot het seizoen 2023/24 af met achttien competitiedoelpunten, waarmee hij op de topscorerslijst alleen Lawrence Shankland (Heart of Midlothian) voor zich moest houden. Na deze jaargang werd de middenvelder voor circa 29,5 miljoen euro overgenomen door Brighton & Hove Albion, waar hij zijn handtekening zette onder een verbintenis voor de duur van vijf seizoenen. Een dag na zijn overgang debuteerde de Deens international voor zijn nieuwe club. Hij mocht van coach Fabian Hürzeler in de EFL Cup in de basisopstelling beginnen tegen Crawley Town. Binnen tien minuten moest hij gewisseld worden nadat hij geblesseerd was geraakt door een inzet van Jay Williams. Hürzeler verklaarde na de wedstrijd, die na de wissel van O'Riley met 4–0 gewonnen werd, dat de blessure er niet goed uitzag. Twee dagen later werd bekend dat O'Riley een operatie aan zijn enkel moest ondergaan.

## Clubstatistieken
| Seizoen | Club                   | Competitie     | Competitie | Competitie | Beker | Beker | Internationaal | Internationaal | Totaal | Totaal |
| Seizoen | Club                   | Competitie     | Wed.       | Dlp.       | Wed.  | Dlp.  | Wed.           | Dlp.           | Wed.   | Dlp.   |
| ------- | ---------------------- | -------------- | ---------- | ---------- | ----- | ----- | -------------- | -------------- | ------ | ------ |
| 2017/18 | Fulham                 | Championship   | 0          | 0          | 2     | 0     | —              | —              | 2      | 0      |
| 2018/19 | Fulham                 | Championship   | 0          | 0          | 1     | 0     | —              | —              | 1      | 0      |
| 2019/20 | Fulham                 | Championship   | 1          | 0          | 1     | 0     | —              | —              | 2      | 0      |
| 2020/21 | MK Dons                | League One     | 23         | 3          | 1     | 0     | —              | —              | 24     | 3      |
| 2021/22 | MK Dons                | League One     | 26         | 7          | 4     | 0     | —              | —              | 30     | 7      |
| 2021/22 | Celtic                 | Premiership    | 16         | 4          | 2     | 0     | 2              | 0              | 20     | 4      |
| 2022/23 | Celtic                 | Premiership    | 38         | 3          | 8     | 1     | 6              | 0              | 52     | 4      |
| 2023/24 | Celtic                 | Premiership    | 37         | 18         | 6     | 1     | 6              | 0              | 49     | 19     |
| 2024/25 | Celtic                 | Premiership    | 2          | 0          | 1     | 0     | 0              | 0              | 3      | 0      |
| 2024/25 | Brighton & Hove Albion | Premier League | 0          | 0          | 1     | 0     | —              | —              | 1      | 0      |
| Totaal  | Totaal                 | Totaal         | 143        | 35         | 27    | 2     | 14             | 0              | 194    | 37     |

Bijgewerkt op 28 augustus 2024.

## Interlandcarrière
Na voor diverse vertegenwoordigende jeugdelftallen van Engeland gespeeld te hebben, liet hij in maart 2022 weten te gaan uitkomen voor Denemarken –21. Hij is speelgerechtigd voor dat land doordat zijn moeder Deens is. O'Riley maakte zijn debuut in het Deens voetbalelftal op 20 november 2023, toen in een kwalificatiewedstrijd voor het EK 2024 met 2–0 verloren werd van Noord-Ierland door doelpunten van Isaac Price en Dion Charles. O'Riley mocht van bondscoach Kasper Hjulmand in de basisopstelling beginnen en hij werd na ruim een uur spelen naar de kant gehaald ten faveure van Pierre-Emile Højbjerg.
| Interlands van Matt O'Riley voor Denemarken | Interlands van Matt O'Riley voor Denemarken | Interlands van Matt O'Riley voor Denemarken | Interlands van Matt O'Riley voor Denemarken | Interlands van Matt O'Riley voor Denemarken | Interlands van Matt O'Riley voor Denemarken | Interlands van Matt O'Riley voor Denemarken |
| №                                           | Datum                                       | Wedstrijd                                   | Uitslag                                     | Competitie                                  | Goals                                       |                                             |
| Als speler bij Celtic                       | Als speler bij Celtic                       | Als speler bij Celtic                       | Als speler bij Celtic                       | Als speler bij Celtic                       | Als speler bij Celtic                       | Als speler bij Celtic                       |
| ------------------------------------------- | ------------------------------------------- | ------------------------------------------- | ------------------------------------------- | ------------------------------------------- | ------------------------------------------- | ------------------------------------------- |
| 1                                           | 20 november 2023                            | Noord-Ierland – Denemarken                  | 2 – 0                                       | EK 2024 kwalificatie                        |                                             |                                             |
| 2                                           | 26 maart 2024                               | Denemarken – Faeröer                        | 2 – 0                                       | Vriendschappelijk                           |                                             |                                             |

Bijgewerkt op 28 augustus 2024.

## Erelijst
| Premiership  | 3 | 2021/22, 2022/23, 2023/24 |
| Scottish Cup | 2 | 2022/23, 2023/24          |
| League Cup   | 1 | 2022/23                   |